# الحرب الإسرائيلية الآرامية
كانت الحرب الإسرائيلية الآرامية نزاعًا مسلحًا بين الإسرائيليين والآراميين والأموريين حدث في مناطق بلاد آرام وباشان في المشرق. يُعتقد عمومًا أنها وقعت في حوالي عام 874 قبل الميلاد. أسفرت الحرب عن انتصار الإسرائيليين وشهدت قيام مملكة إسرائيل بغزو مدينة الجولان التوراتية، وهي معلم حيوي يُعتقد على نطاق واسع أنه كان تاريخيًا في موقع قرية سحم الجولان في سوريا الحديثة.

## الحرب
خطط بنو إسرائيل لغزو واحتلال الجولان لوقف الهجمات العسكرية الآرامية التي كاتت تنفّذ من تلك المنطقة. ومع ذلك فقد دخلوا مع الأموريين في معركة من أجل السيطرة على جميع الأراضي الاستراتيجية في باشان.
بعد انتصارهم على الآموريين في باشان، غزا الإسرائيليون الآراميين. كان للملك الآرامي بن هدد الأول مواجهة عنيفة بين مملكته آرام دمشق وقوات مملكة إسرائيل الغازية. لا توجود تقديرات موثوقة لخسائر الجانبين ولكن بعض المصادر قدرت عدد الضحايا الآراميين بحوالي 127 ألف جندي. شهد الصراع قيام الملك الإسرائيلي أحاب بسحق الآراميين واستيلائه على الجولان لاستكمال الفتوحات اللاحقة لمملكة إسرائيل.